# Прохибиција
Прохибиција подразумева потпуну забрану производње, продаје и конзумирања алкохолних пића. С обзиром на тешке последице употребе и злоупотребе алкохола у појединим земљама било је више покушаја увођења делимичне или тоталне прохибиције. Међутим, такве забране и тешке санкције изазвале су друге још теже проблеме (посебно значајно повећање криминала), па се најчешће одустаје од прохибиције у корист других облика ограничене контроле производње и употребе алкохола.